# Гродовіце
Гродовіце (пол. Grodowice) — село в Польщі, у гміні Бейсці Казімерського повіту Свентокшиського воєводства.
Населення — 237 осіб (2011).
У 1975-1998 роках село належало до Келецького воєводства.

## Демографія
Демографічна структура на день 31 березня 2011 року:
|          | Загалом | Допрацездатний вік | Працездатний вік | Постпрацездатний вік |
| -------- | ------- | ------------------ | ---------------- | -------------------- |
| Чоловіки | 116     | 21                 | 77               | 18                   |
| Жінки    | 121     | 21                 | 65               | 35                   |
| Разом    | 237     | 42                 | 142              | 53                   |